# New Model Army
Il New Model Army (lett. "esercito di nuovo modello") era l'esercito permanente britannico al comando delle Roundheads riorganizzato secondo il modello cui si ispirava l'organizzazione degli Ironsides di Oliver Cromwell, attivo dal 1645 al 1660.

## Storia
Tale riorganizzazione fu deliberata con lo scoppio della guerra civile inglese il 15 febbraio 1645 dal Parlamento, con lo scopo di riunire le formazioni militari ad esso fedeli.
Dopo la morte di Cromwell si sgretolò progressivamente cessando di esistere con la restaurazione della monarchia e la salita al trono di Carlo II d'Inghilterra.

## Composizione ed ideologia
Cromwell tentò di reclutare solamente uomini convinti fermamente nelle azioni che stavano per intraprendere e nella giustizia della causa, il che portò ad appellarsi ai puritani radicali ed ai settari, convinti che la chiesa anglicana fosse uno strumento di Satana. Inoltre l'esercito fu dotato di un rigido regolamento di disciplina, infarcito di citazioni bibliche e di riferimenti moraleggianti, detto non a caso "catechismo del soldato". Nei momenti di pausa, i soldati pregavano, studiavano la Bibbia o ascoltavano prediche religiose, in esso inoltre si svolgevano frequenti dibattiti a carattere politico e religioso che coinvolgevano sia gli ufficiali che i soldati. Già politicizzato e molto religioso in precedenza, vide nascere al suo interno anche frange religiose ostili alle politiche parlamentari e particolarmente radicali (come i livellatori), e in molte unità riuscì ad imporre l'elezione dei propri ufficiali e sottufficiali. Solo in seguito il parlamento ed il governo riuscirono (anche dopo i dibattiti di Reading) ad imporre una disciplina maggiore anche epurando alcuni "fomentatori" e radicali.
Gli uomini reclutati ricevevano una paga molto elevata, che permetteva di esigere dai soldati una rigida e severa disciplina e la cessazione della pratica del saccheggio (anche se alcuni saccheggi furono autorizzati, in particolare contro le città cattoliche dell'Irlanda, a cominciare da Drogheda). Le paghe erano piuttosto elevate per l'epoca, ma venivano sovente corrisposte in ritardo di mesi o addirittura dopo anni con forfettari. In compenso, oltre ad un cospicuo premio d'arruolamento, la logistica fu subito molto migliorata e il vitto fu a carico dello Stato così come le munizioni (in precedenza nell'esercito britannico, come in altri, armi, munizioni e viveri erano pagati direttamente dal soldato o, al massimo, dalla compagnia o dal reparto).. La divisa adottata, sebbene non ben standardizzata, era in genere di colore rosso (mentre i realisti usavano il blu scuro ed il giallo, il blu notte è rimasto ancora oggi come colore delle divise dei reggimenti britannici formati durante la restaurazione stuardiana ed eredi delle formazioni realiste).

## Tattica militare
Dal punto di vista tattico l'esercito di nuovo modello fu molto moderno, utilizzando le tattiche pike and shot mutuate dall'esempio svedese e non da quelli (più antiquati) olandesi e spagnoli. In pratica i reparti di fanteria avanzavano verso il nemico in maniera relativamente rapida, facendo fuoco a rotazione, organizzati più su base lineare che come quadrati e colonne, anche se raramente accompagnati dall'artiglieria (che era piuttosto scarsa e più pesante rispetto a quella Svedese, ma migliorò con il tempo). La cavalleria comprendeva sia reparti destinati a fare massa d'urto su modello svedese-polacco (quindi con corazze leggere, sciabole, spade e pistole a ruota e, talvolta, corte carabine a ruota - a differenza degli ussari polacchi, non veniva utilizzata la lancia leggera), sia reparti di dragoni (su modello francese-spagnolo) organizzati in maniera simile alla fanteria (anche dal punto di vista organico) e impiegati come fanteria a cavallo (ma con armi a pietra focaia, spesso a ruota), in modo da poter disporre di moschettieri che potevano spostarsi rapidamente per il campo di battaglia, smontare da cavallo e quindi combattere con i picchieri e i moschettieri nemici. L'armamento era comunque più leggero rispetto ai Raitri tedeschi e ai corazzieri spagnoli (presi a modello invece dai realisti).

## Organizzazione ed organici
Alla fondazione l'esercito di nuovo modello era composto, sulla carta, da 22.000 uomini (anche se tale cifra è indicativa) divisi in 11 reggimenti di cavalleria di 600 uomini ciascuno (6.600 uomini sulla carta, ogni reggimento era diviso in 6 squadroni e 2 gruppi), 12 reggimenti di fanteria ciascuno di 1.200 uomini (14.400 uomini sulla carta, per un terzo picchieri, per due terzi moschettieri, ogni reggimento era formato da 10 compagnie, di cui 3 - comandate dal maggiore, dal tenente colonnello e dal colonnello - erano rinforzate e di maggiore organico rispetto alle altre), un reggimento di dragoni (prima 1.000 poi 1.200 uomini, sulla carta, divisi in 10 o 12 compagnie), alcune compagnie (inizialmente 2) di fucilieri scelti (con armi a pietra focaia e non a miccia) per la protezione del treno dei rifornimenti e l'artiglieria, un reparto d'artiglieria da campagna, un treno d'assedio (che fu organizzato realmente solo molti anni dopo ed impiegò soprattutto artiglieria realista catturata), un reparto del genio. In battaglia l'esercito di nuovo modello veniva sempre accompagnato dalle milizie delle contee, armate ed addestrate in maniera approssimativa e che non marciavano per più di poche decine di leghe dalle loro case.